# Federação Pernambucana de Futebol
De Federação Pernambucana de Futebol (Nederlands: Voetbalfederatie van Pernambuco) werd opgericht op 16 juli 1915 en controleert alle officiële voetbalcompetities in de staat Pernambuco. De federatie vertegenwoordigt de voetbalclubs bij de overkoepelende CBF en organiseert de Campeonato Pernambucano en de Copa Pernambuco.
Acre · Alagoas · Amapá · Amazonas · Bahia · Ceará · Espírito Santo · Federaal District · Goiás · Maranhão · Mato Grosso · Mato Grosso do Sul · Minas Gerais · Pará · Paraíba · Paraná · Pernambuco · Piauí · Rio de Janeiro · Rio Grande do Norte · Rio Grande do Sul · Rondônia · Roraima · Santa Catarina · São Paulo · Sergipe · Tocantins